# هاوس أوف إم
هاوس أوف ام عبارة عن قصة مصورة نشرت عام 2005 من قبل شركة مارفل كومكس. تتكون القصة من سلسلة محدودة من الكتب المصورة الأساسية المكونة من ثمانية إصدارات كتبها براين مايكل بنديس ورسمها أوليفييه كويبل ، وعدد من الكتب المتقاطعة . ظهر أول إصدار لها في يونيو 2005 ، والتي عانت فيها البطل الخارق الساحرة الحمراء من الانهيار العقلي وحاولت تغيير نسيج الواقع لإعادة أطفالها المفقودين. لعب والدها ماغنيتو وشقيقها التوأم كويك سيلفر أدوارًا رئيسية في السلسلة. مثل قصة «عصر الرؤيا» 1995-1996.